# Врапчиште
Врапчиште (мкд. Врапчиште) је насеље у Северној Македонији, у северозападном делу државе. Врапчиште је седиште истоимене општине Врапчиште.

## Географија
Насеље Врапчиште је смештено у северозападном делу Северне Македоније. Од најближег већег града, Гостивара 6 km северно.
Врапчиште се налази у горњем делу историјске области Полог. Насеље је положено на западном ободу Полошког поља. Источно од насеља пружа се поље, а западно се издиже Шар-планина. Надморска висина насеља је приближно 570 метара.
Клима у Врапчишту је умерено континентална. 

## Становништво
Врапчиште је према последњем попису из 2002. године имало 4.874 становника.
Становништво у насељу је етнички мешовито. У већини су Турци (59%), а у мањини су Албанци (36%) и етнички Македонци (4%).
Већинска вероисповест је ислам, а мањинска је православље.